# Rubus teretiusculus
Rubus teretiusculus är en rosväxtart som beskrevs av Johann Heinrich Kaltenbach. Rubus teretiusculus ingår i släktet rubusar, och familjen rosväxter. Inga underarter finns listade i Catalogue of Life.